# Batavier Lijn

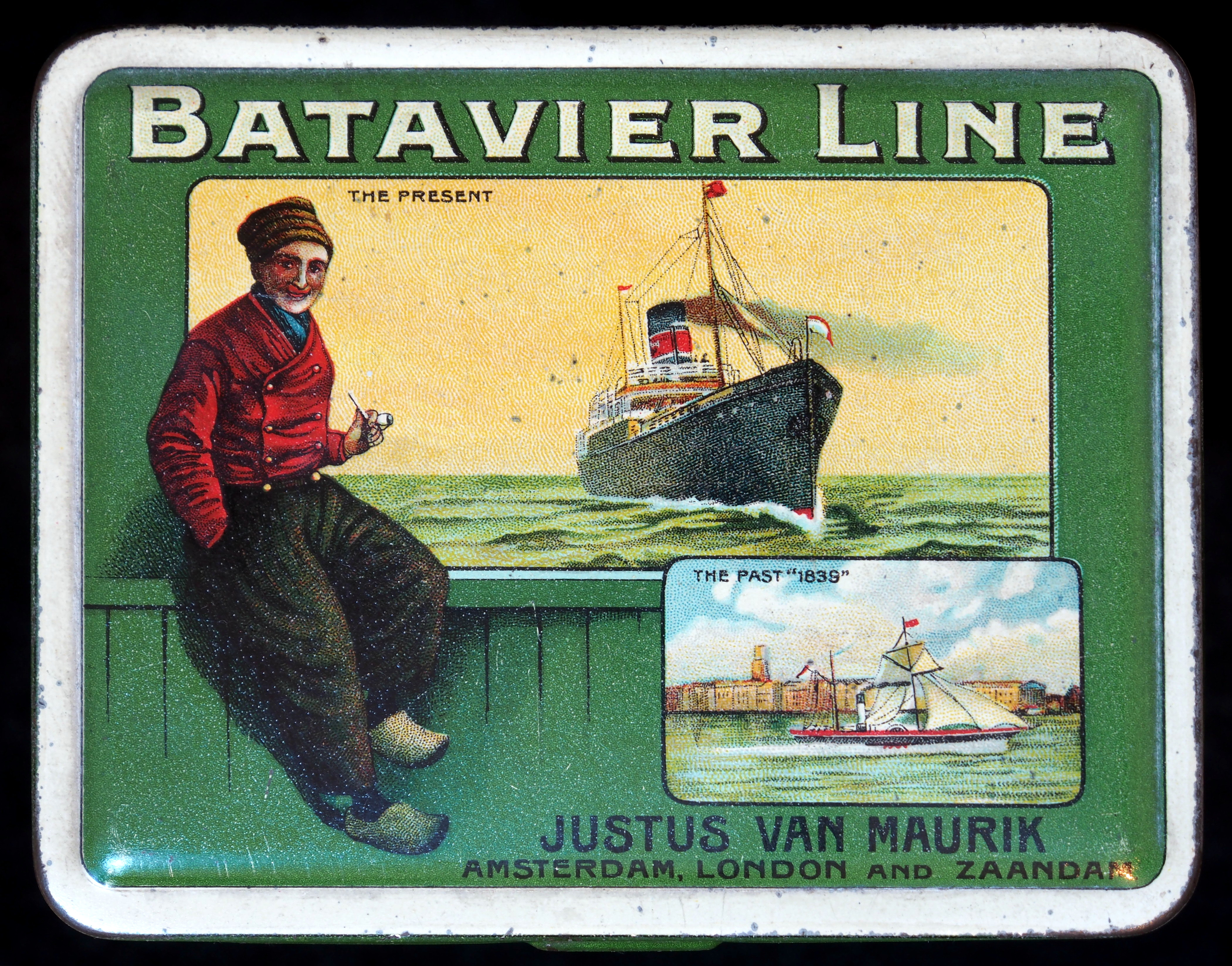
Batavier Lijn-sigarenblikje

De Batavier Lijn was de oudste stoomvaartlijn van Nederland. De lijn bestond van 1830 tot 1960.
De Nederlandsche Stoomboot Maatschappij (NSM) had eerder lijnen geëxploiteerd tussen Rotterdam en Hamburg en tussen Antwerpen en Londen. Toen die niet winstgevend bleken te zijn, werd in 1830 besloten de bakens te verzetten en een lijn op Londen te openen.

## Batavier I - Batavier V

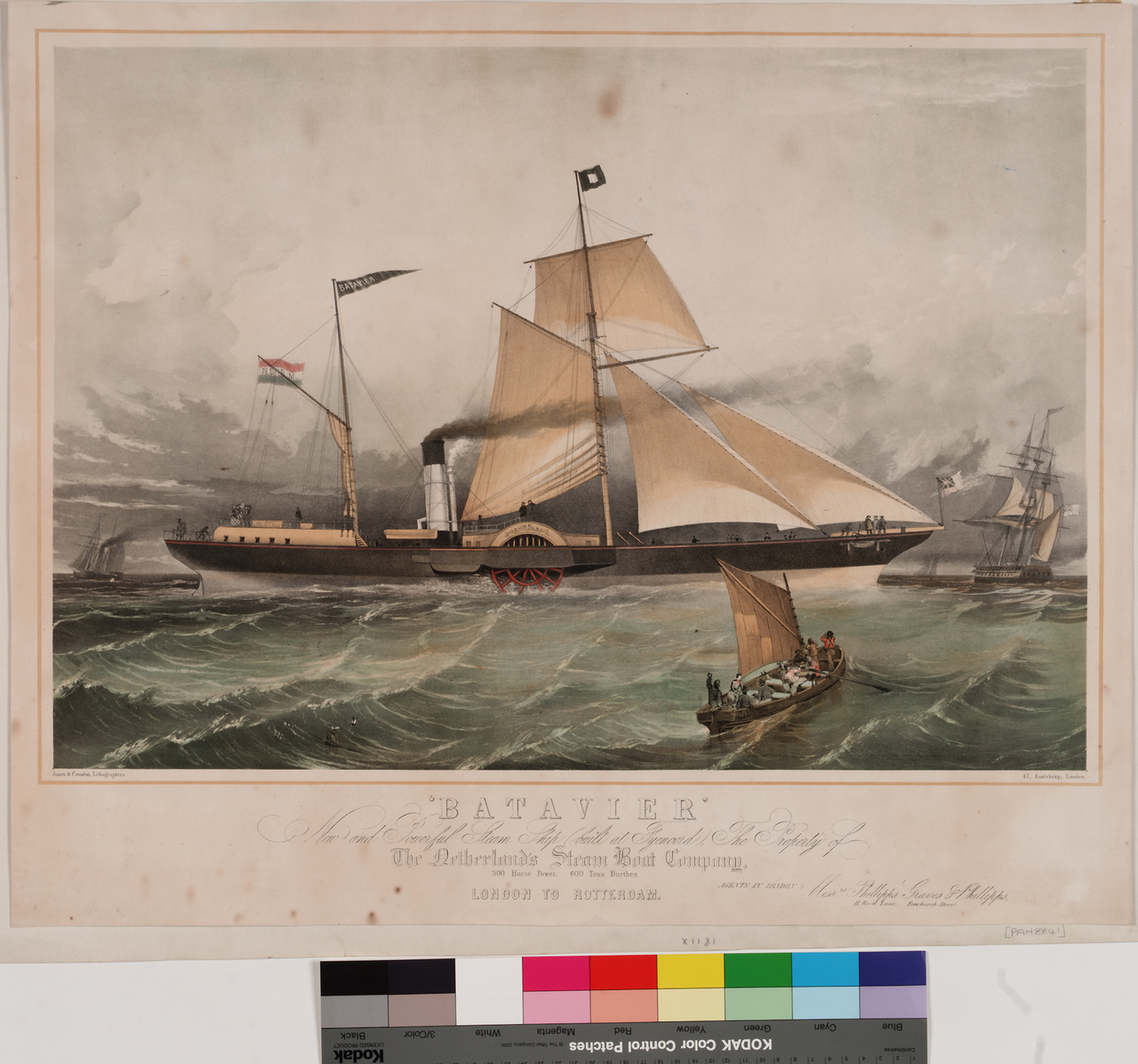
De Batavier (omstreeks 1857)

De Batavier was de houten, met stoom aangedreven raderboot die hiervoor gebruikt werd. Hij nam niet alleen pakketten mee, maar er konden 620 passagiers mee en er waren 120 slaapplaatsen. In 1855 werd De Batavier vervangen door de Batavier, die een ijzeren romp had. In 1872 werd deze vervangen door de tweede Batavier. In 1895 werd het bedrijf verkocht aan Wm. H. Müller & Co in Rotterdam.
Müller hernoemde de bestaande Batavier tot Batavier I en bestelde bij Gourlay, een werf in Dundee, twee nieuwe schepen, de Batavier II en de Batavier III. De dienst werd iedere werkdag uitgevoerd. In Rotterdam losten ze bij de dok bij het Willemsplein, waar het kantoor was gevestigd, in Londen werd het schip de eerste jaren gelost bij de London Bridge en vanaf 1899 bij de douane.
In 1902 werd de Batavier IV besteld, wederom in Dundee. In 1909 werden de Batavier II en Batavier III gemoderniseerd.
Toen de Batavia V in 1903 in dienst werd genomen, werd Batavia II eruit gehaald. 

## Eerste Wereldoorlog

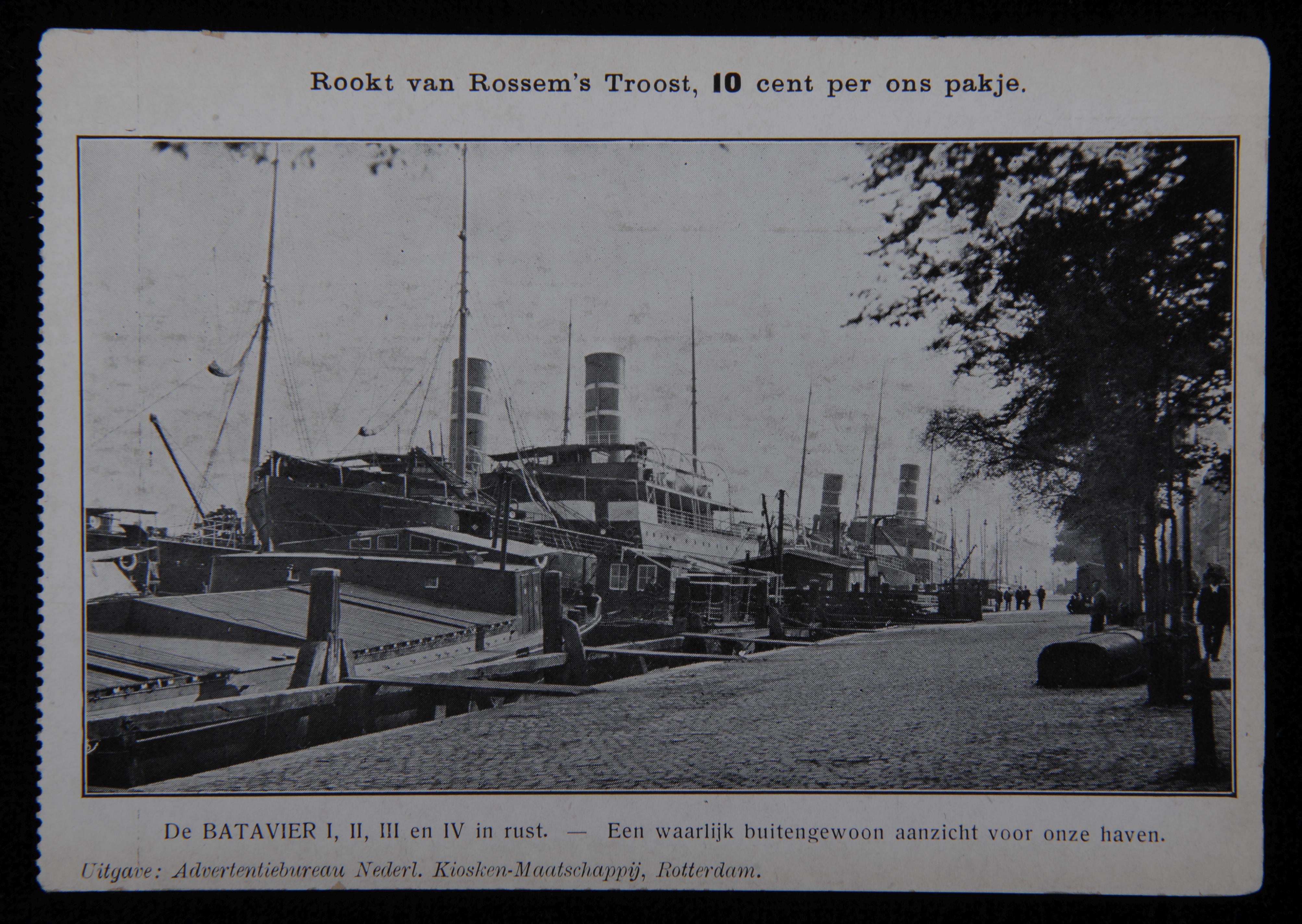
De Batavier I, II, III, IV (1917)

Tijdens de Eerste Wereldoorlog was het niet meer zo veilig op zee, maar de dienst werd voortgezet. Regelmatig werden schepen onderschept door Duitse onderzeeboten. In maart 1915 werd de Batavier V op zee als buit aangehouden door de Duitse onderzeeboot U-28, maar later toch weer vrij gelaten. De Batavia V had kapitein F. Rinderman aan boord toen zij op 16 mei 1916 op een mijn liep bij lichtschip de Inner Gabbard. Het schip zonk. Er vielen vier slachtoffers te betreuren.
De Batavier II werd in september 1915 aangehouden door de UB-6 maar toch weer vrijgelaten. In 1917 werd zij tot zinken gebracht door de Britse onderzeeboot E55.

## Tweede Wereldoorlog

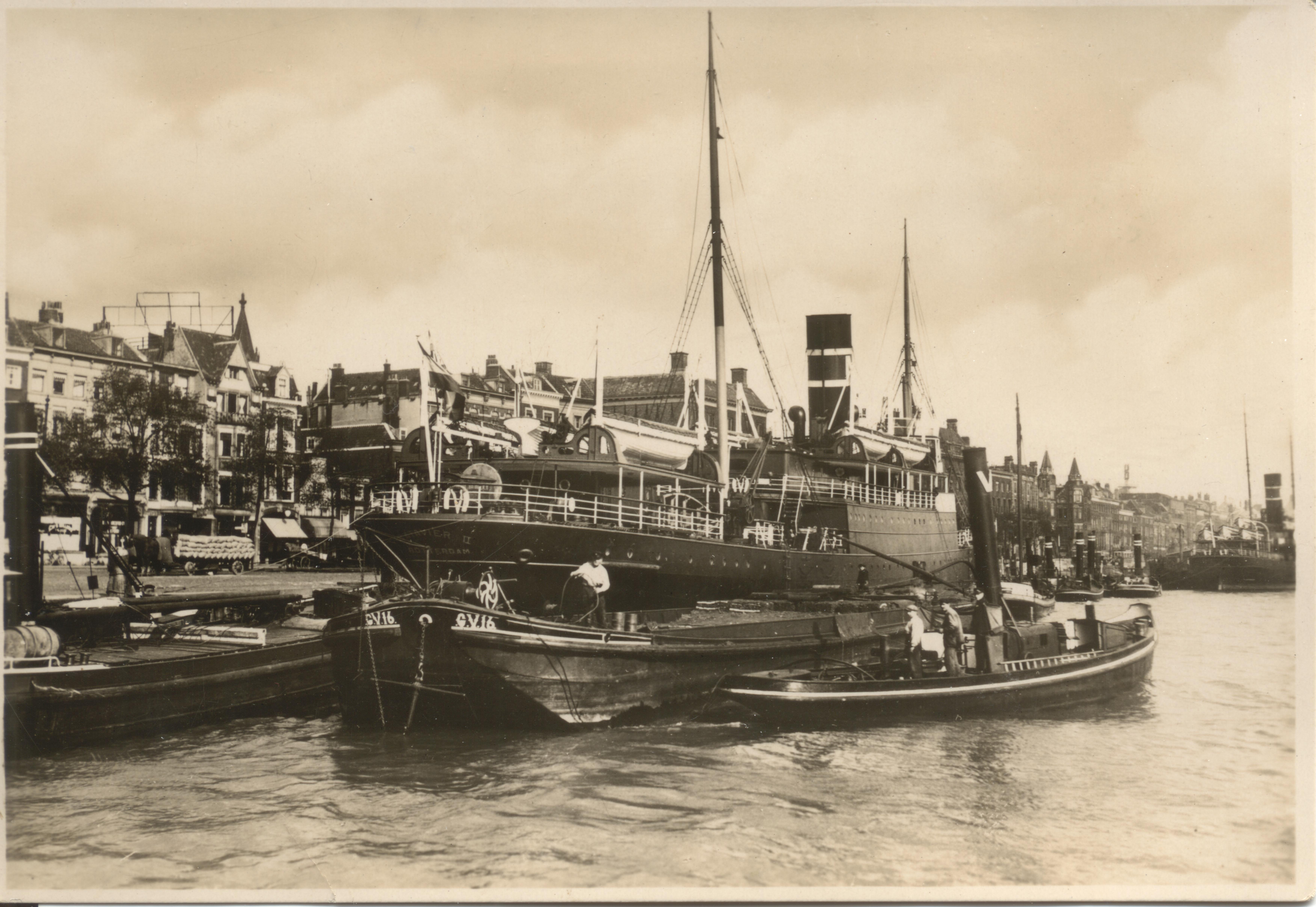
De Batavier II

Na de oorlog werden nieuwe schepen met de namen Batavier II en Batavier V in dienst genomen. De Batavier II  deed dienst als troepentransportschip en haalde onder meer op 31 mei 1940 281 Nederlandse militairen in Caen op, waarna ze naar Milford Haven in Wales gebracht werden. De nieuwe Batavier V werd door de Duitsers in beslag genomen en door een Britse torpedoboot tot zinken gebracht.
In 1939 werd de Batavier III uit 1903 vervangen door een nieuwe Batavier III. Ook deze werd door de Duitsers in beslag genomen. Zij liep op een mijn en zonk.

## Na de oorlogen
Alleen de Batavier II had de oorlog overleefd. Zij bleef in dienst tot 1960. Eind 50'er jaren werden nog enkele vrachtschepen in dienst genomen, maar het passagiersvervoer van de Batavier Lijn was afgelopen. In 1969 nam de Koninklijke Nederlandse Stoomboot-Maatschappij (KNSM) de Batavier Lijn van Wm. H. Müller en de Koninklijke Hollandsche Lloyd van Internatio-Müller over.
Willem H Müller & Co was in 1878 opgericht door Wilhelm Müller, de vader van Helene Kröller-Müller.